# Pedra rúnica de Stentoften
La pedra rúnica de Stentoften és una pedra de granit amb inscripcions rúniques que contenen una maledicció en protonòrdic. Va ser descoberta a Stentoften (Blekinge, Suècia) i està catalogada a la base de dades Rundata amb el codi DR 357.

## Inscripció

### Transliteració
AP niuhAborumz ¶ niuhagestumz ¶ hAþuwolAfz gAf j ¶ hAriwolAfz (m)Un--u snuh-e ¶ hidez runono fe(l)(Un)h ekA hed¶era
AQ niu hAborumz ¶ niu hagestumz ¶ hAþuwolAfz gAf j ¶ hAriwolAfz (m)Un--u snuh-e ¶ hidez runono fe(l)(Un)h ekA hed¶era
B ginoronoz
C herAmAlAsAz ¶ ArAgeu Nosaltres(l)Aduds| |sA þA
D bAriutiþ

### Transcripció
AP <niuha>borumz <niuha>gestumz Haþuwulfz gaf j[ar], Hariwulfz ... ... haidiz runono, felh eka hedra
AQ niu habrumz, niu hangistumz Haþuwulfz gaf j[ar], Hariwulfz ... ... haidiz runono, felh eka hedra
B ginnurunoz.
C Hermalausaz argiu, Weladauþs, sa þa
D briutiþ.

### Traducció
Aquesta és la traducció al català de l'anglesa proporcionada per Rundata:
AP (Als) habitants de <niuha> (i als) hostes de <niuha> Haþuwulfar donà any ple, Hariwulfar ... ... Jo, mestre de runes(?) oculto aquí
AQ nou cérvols, nou sementals, Haþuwulfar donà any fructífer, Hariwulfar ... ... Jo, mestre de runes(?) oculto aquí
B runes de poder
C Incessantment (assolat per) maleficència, (condemnat a) insidiosa mort (és) ell qui això
D trenqui

## Interpretació
En les línies AP i AQ, a la frase "gaf j" ("donà j"), la runa j podria ser un ideograma que representa el nom d'aquesta runa, jara, que vol dir "collita" o "any abundant o fructífer". Un autor suggereix que la línia AQ descriu un sacrifici animal a canvi d'una bona collita com a part d'un ritual de fertilitat.

## Història
La pedra rúnica de Stentoften va ser descoberta l'any 1823 pel degà O. Hammer. Estava estesa a terra amb la inscripció mirant cap avall, envoltada de cinc pedres punxegudes més grans, formant un pentàgon o pentacle. Això vol dir que la pedra ha estat part d'algun monument més gran, com és el cas de la pedra rúnica de Björketorp, més cap a l'est. L'any 1864 la pedra va ser desplaçada a l'església de Sölvesborg.